# Villagers & Heroes
Villagers & Heroes (укр. Селяни та Герої), спочатку A Mystical Land (укр. Містична земля) — безкоштовна багатокористувацька онлайнова рольова відеогра 2011 року, розроблена американською студією Mad Otter Games і випущена для Microsoft Windows, iOS та Android. Станом на березень 2022 року розробники продовжують наповнювати Villagers & Heroes умістом.

## Ігровий процес

### Класи
Villagers & Heroes пропонує для гравців п'ять класів:
- Чарівник
- Воїн
- Мисливець
- Шаман
- Жрець

У результаті підвищення рівня гравці отримують «очки талантів», які можна вкладати в різні активні та пасивні вміння.

### Професії
Існує десять «професій», які гравець може обрати:
- Гірнича справа
- Рибальство
- Дослідження жуків
- Дослідження рослин
- Ковальство
- Кулінарія
- Кравецтво
- Деревообробка
- Садівництво
- Скотарство

## Огляди
60% рецензій на цю гру в Steam є позитивними. Загалом, станом на листопад 2023 року, Villagers & Heroes мають понад 3200 відгуків від гравців.